# سنة العالم (تقويم بيزنطي)
سنة العالم (باليونانية: Έτος Κόσμου)‏ هو نظام تقويم عند المسيحيين البيزنطيين والرومان لحساب الزمن وضعه عدد من الرهبان البيزنطيين.

## الاستخدام
في كتاب تاريخ العالم وضع بانودوروس الإسكندري طريقة لحساب العصور وحسب هذه الطريقة هناك 5904 سنة بين آدم (منذ خلق العالم από κτίσεως κόσμου) وبين سنة 412 م (عندما كان بانودوروس يكتب). يسمى هذا العصر الانطاكي أو الاسكندراني. كان رأس السنة في 1 أيلول والأشهر 8 الأخيرة من سنة 5493 هي الأشهر 8 السابقة من سنة 1 م.

## عصر العالم البيزنطي
كان التقويم المعياري للإمبراطورية الشرقية وروسيا وألبانيا وصربيا واليونان الحديثة. فيه 16 سنة زيادة عن حسابات العصر الانطاكي ويبدأ مثلة في 1 أيلول. بدأت سنته 5509 في 1 أيلول في السنة 1 قبل المسيح واستخدم في روسيا حتى 1700. أصبح هذا النظام في القرن 10 م التقويم المستخدم في الامبراطورية البيزنطية ودول أوروبا الشرقية الأرثوذكسية (اعتبرت السنة 1 منه = 5509 ق م). ومع ازياد شعبية يوم العالم حدثت مشكلة توقع نهاية العالم لأن اليوم السابع بدأ مع نهاية 6000 سنة = 500 سنة بعد المسيح. لذا صعدت عدة حركات ألفية في ذلك الوقت. السير توماس براون في 1492 أيد الاعتقاد بأن العالم خلق في 5509 ق م وأنه سينتهي في سنة 7000.

## في روسيا
في روسيا في العصور الوسطى اعتمد التقويم على سنة خلق العالم حسب بانادوروس لكن بسبب القيصر بيتر الأول في 1700 غير التقويم إلى الميلادي أي أصبح التقويم يبدأ من ميلاد المسيح. بعد عودة القيصر من زيارته لأوروبا الغربية غير رأس السنة من ا ايلول إلى 1 كانون الثاني كما في أوروبا الغربية وجعل السنة الأولى سنة ميلاد المسيح. لذا أصبح 1 كانون الثاني 7208 = 1 كانون الثاني 1700 (حسب حسابات يوم العالم سنة العالم هي 5509 ق م). لكن القيصر لم يتبع التقويم الغريغوري بل التقويم اليولياني الذي كان متبعا في انكلترا.

## الاستخدام اليوم
حتى اليوم يستخدم المسيحيون الأرثوذكس الحساب البيزنطي (باللاتينية: Etos Kosmou) مع سنة الميلاد. يظهر نظاما التاريخ في التقاويم الدينية والوثائق الرسمية. وما زال رأس السنة الديني في 1 ايلول لكن حسب التقويم اليولياني 1 ايلول يقابل 14 ايلول من التقويم الغريغوري.